# كريس بيسون
كريس بيسون (بالإنجليزية: Chris Bisson)‏ هو لاعب كرة قاعدة أمريكي، ولد في 14 أغسطس 1989 في Orleans, Ontario ‏ في كندا.

## وصلات خارجية
- كريس بيسون على موقعبيزبول رفرنس.كوم (الدوري الثانوي) (الإنجليزية)